# クレイジードッグス
『クレイジードッグス』は、木村充揮と近藤房之助のデュオ、クレイジードッグスのアルバム。

## 内容
「木村充揮×近藤房之助」として、昭和の曲のカバーを中心に、アルバム、ライブアルバム、シングルを1枚ずつのリリースを経た本作はオリジナル楽曲を主に収録した。2011年4月30日放送分のフジテレビ系「ミュージックフェア」で、収録曲の「どしゃぶりの雨の中で」について取り上げられており、原曲歌唱者の和田アキ子とB.B.クィーンズとして出演した近藤でセッションをした。

## 批評
『CDジャーナル』は「泥臭い木村の持ち味と洒脱な近藤の色味がこれ以上ないという絶妙な塩梅で融け合っているのはその数年の蓄積ゆえか。力の木村、技の近藤というな感じかな?」と評した。

## 収録曲
1. クレイジードッグ
作詞・作曲：近藤房之助　編曲：福栄宏之
2. どしゃぶりの雨の中で（原曲：和田アキ子）
作詞：大日方俊子　作曲：小田島和彦　編曲：葉山たけし
3. ブルースが聞こえる
作詞・作曲：木村充揮　編曲：福栄宏之
4. 何でやねん?
作詞・作曲：近藤房之助　編曲：福栄宏之
5. Island Hope
作詞・作曲：木村充揮　編曲：福栄宏之
6. コマルヨアルヨ
作詞・作曲：近藤房之助　編曲：福栄宏之
7. The House of Rainbow
作詞・作曲：木村充揮　編曲：福栄宏之
8. 宝さがし
作詞・作曲：近藤房之助　編曲：福栄宏之
9. 沈下橋
作詞・作曲：木村充揮　編曲：福栄宏之
10. 今日もヨロシク
作詞・作曲：近藤房之助　編曲：福栄宏之
11. 伊勢佐木町ブルース（原曲：青江三奈）
作詞：川内康範　作曲：鈴木庸一　編曲：葉山たけし
12. 1月の空の下で
作詞：木村充揮　作曲：近藤房之助　編曲：福栄宏之

## レコーディング参加
- 福栄宏之 - ベース
- 中村潤（スピカ） - オルガン
- 宮原透 - ピアノ、オルガン